# Puchar Świata w Lekkoatletyce 1989
5. Puchar Świata w Lekkoatletyce – piąta edycja lekkoatletycznego pucharu świata została zorganizowana przez International Association of Athletics Federations w hiszpańskiej Barcelonie. Zawody odbyły się między 8 a 10 września 1989 roku.

## Końcowe rezultaty
| Pozycja | Drużyna           | Punkty |
| ------- | ----------------- | ------ |
| 1       | Stany Zjednoczone | 133    |
| 2       | Europa            | 127    |
| 3       | Wielka Brytania   | 119    |
| 4       | NRD               | 116,5  |
| 5       | Afryka            | 107    |
| 6       | Ameryka           | 97     |
| 7       | Azja              | 68,5   |
| 8       | Hiszpania         | 64,5   |
| 8       | Oceania           | 64,5   |

| Pozycja | Drużyna           | Punkty |
| ------- | ----------------- | ------ |
| 1       | NRD               | 124    |
| 2       | ZSRR              | 106    |
| 3       | Ameryka           | 94     |
| 4       | Europa            | 89     |
| 5       | Stany Zjednoczone | 84,5   |
| 6       | Azja              | 67,5   |
| 7       | Afryka            | 58     |
| 8       | Hiszpania         | 48     |
| 9       | Oceania           | 40     |